# Озарк (телесериал)
«О́зарк» (англ. Ozark) — американский криминально-драматический телесериал, созданный Биллом Дюбюком и компанией Media Rights Capital. Джейсон Бейтман исполнил главную роль в сериале, а также выступил в роли исполнительного продюсера и режиссёра нескольких эпизодов. Первый сезон сериала стал доступен для просмотра на сервисе Netflix 21 июля 2017 года.
15 августа 2017 года сериал был продлён на второй сезон из десяти эпизодов, полностью выпущенный 31 августа 2018 года. 10 октября 2018 года «Озарк» был продлен на третий сезон из десяти эпизодов. Сезон вышел 27 марта 2020 года. В июне 2020 года сериал продлили на четвёртый и финальный сезон, который будет состоять из 14 эпизодов и разделён на две части. 23 февраля 2022 года Netflix опубликовал на YouTube трейлер второй части финального четвёртого сезона сериала, которая вышла 29 апреля.

## Сюжет
Финансовый консультант Марти Бёрд (Джейсон Бейтман) с женой Венди (Лора Линни) и детьми Шарлоттой (София Хьюблиц) и Джоной (Скайлар Гертнер) переезжают из пригорода Чикаго в центр летнего отдыха — городок у озера Озарк в штате Миссури. Причина переезда кроется в том, что Марти отмывал деньги мексиканского наркобарона и оказался должен крупную сумму, так как партнеры Марти похитили деньги картеля, а самому Марти необходимо вернуть деньги, чтобы остаться в живых.

## В ролях
= Главная роль в сезоне
     = Второстепенная роль в сезоне
     = Гостевая роль в сезоне
     = Не появляется

### Главные роли
| Джейсон Бейтман        | Мартин «Марти» Бёрд            | 10 | 10 | 10 | 14 | 44 |
| Лора Линни             | Венди Бёрд                     | 10 | 10 | 10 | 14 | 44 |
| София Хьюблиц          | Шарлотта Бёрд                  | 9  | 10 | 10 | 14 | 43 |
| Скайлар Гертнер        | Джона Бёрд                     | 9  | 10 | 10 | 14 | 43 |
| Джулия Гарнер          | Рут Лангмор                    | 8  | 10 | 10 | 14 | 42 |
| Джордана Спиро         | Рэйчел Гаррисон                | 7  | 7  |    | 4  | 18 |
| Джейсон Батлер Харнер  | Рой Петти                      | 10 | 8  |    |    | 18 |
| Эсай Моралес           | Камино «Дель» Дель Рио         | 4  |    |    |    | 4  |
| Питер Маллан           | Джейкоб Снелл                  | 6  | 7  |    |    | 13 |
| Лиза Эмери             | Дарлин Снелл                   | 6  | 9  | 9  | 7  | 31 |
| Чарли Тахан            | Уайятт Лангмор                 | 7  | 8  | 9  | 10 | 34 |
| Джанет Мактир          | Хелен Пирс                     |    | 7  | 10 |    | 17 |
| Том Пелфри             | Бен Дэвис                      |    |    | 8  | 1  | 9  |
| Джессика Франсес Дьюкс | Майя Миллер                    |    |    | 8  | 9  | 17 |
| Дамиан Янг             | Джим Раттельсдорф              |    | 4  | 3  | 9  | 16 |
| Феликс Солис           | Омар Наварро                   |    |    | 9  | 12 | 21 |
| Альфонсо Эррера        | Хавьер «Хави» Эмилио Элизондро |    |    |    | 7  | 7  |
| Адам Ротенберг         | Мел Саттем                     |    |    |    | 10 | 10 |
| Всего эпизодов         | Всего эпизодов                 | 10 | 10 | 10 | 14 | 44 |

### Второстепенные роли
| Карсон Холмс          | Тройка Лангмор       | 7  | 6  | 5  | 7  | 25 |
| Мак-Кинли Белчер III  | агент Тревор Эванс   | 6  | 2  | 7  | 1  | 16 |
| Роберт С. Тревилер    | шериф Джон Никс      | 4  | 5  | 4  | 1  | 14 |
| Кевин Л. Джонсон      | Сэм Дермоди          | 5  | 4  | 6  | 8  | 23 |
| Эван Джордж Вуразерис | Так                  | 4  | 5  |    | 1  | 10 |
| Тревор Лонг           | Кэйд Лангмор         | 3  | 10 |    | 2  | 15 |
| Майкл Мосли           | пастор Мэйсон Янг    | 5  | 4  |    |    | 9  |
| Харрис Юлин           | Бадди Дайкер         | 7  | 5  |    |    | 12 |
| Майкл Турек           | Эш                   | 5  | 1  |    |    | 6  |
| Марк Менчака          | Русс Лангмор         | 7  | 2  |    | 2  | 11 |
| Кристофер Бэйкер      | Бойд Лангмор         | 7  |    |    | 1  | 8  |
| Адам Бойер            | Бобби Дин            | 4  |    |    |    | 4  |
| Бетани Энн Линд       | Грейс Янг            | 5  |    |    |    | 5  |
| Джозеф Мелендес       | Гарсия               | 4  |    |    |    | 4  |
| Даррен Голдштейн      | Чарльз Уилкс         |    | 8  | 1  | 2  | 11 |
| Нельсон Бонилья       | Нельсон              |    | 5  | 8  | 8  | 21 |
| Мелисса Сэйнт-Аманд   | Джейд                |    | 4  | 3  |    | 7  |
| Педро Лопес           | Джордж Мендоза       |    | 3  | 2  |    | 5  |
| Тесс Малис Кинкейд    | спецагент Ханна Клэй |    | 3  | 2  | 6  | 11 |
| Джон Бедфорд Ллойд    | Фрэнк Косгров, ст.   |    | 3  | 4  | 3  | 10 |
| Джозеф Сикора         | Фрэнк Косгров, мл.   |    |    | 8  | 6  | 14 |
| Мэрилуиз Бёрк         | Сью Шелби            |    |    | 5  |    | 5  |
| Мэдисон Томпсон       | Эрин Пирс            |    |    | 7  | 2  | 9  |
| Бруно Бичир           | отец Бенитос         |    |    |    | 7  | 7  |
| Катрина Ленк          | Клэр Шоу             |    |    |    | 10 | 10 |
| СиСи Кастильо         | шериф Ли Герреро     |    |    |    | 4  | 4  |
| Эрик Ладин            | Кэрри Стоун          |    |    |    | 3  | 3  |
| Брюс Дэвисон          | Рэндалл Шафер        |    |    |    | 5  | 5  |
| Ричард Томас          | Нэйтан Дэвис         |    |    |    | 9  | 9  |
| Вероника Фалькон      | Камила Элизондро     |    |    |    | 6  | 6  |
| Джейн МакНейлл        | Аннализ              |    |    |    | 5  | 5  |
| Брэд Картер           | шериф Рони Вайкоф    |    |    |    | 3  | 3  |
| Всего эпизодов        | Всего эпизодов       | 10 | 10 | 10 | 14 | 44 |

## Эпизоды
| Сезон | Серии | Серии | Даты показа     | Даты показа     |
| ----- | ----- | ----- | --------------- | --------------- |
| 1     | 10    | 10    | 21 июля 2017    | 21 июля 2017    |
| 2     | 10    | 10    | 31 августа 2018 | 31 августа 2018 |
| 3     | 10    | 10    | 27 марта 2020   | 27 марта 2020   |
| 4     | 14    | 7     | 21 января 2022  | 21 января 2022  |
| 4     | 14    | 7     | 29 апреля 2022  | 29 апреля 2022  |

### Сезон 1 (2017)
| № общий | № в сезоне | Название                                          | Режиссёр        | Автор сценария                                               | Дата премьеры |
| --- | ---------- | ------------------------------------------------- | --------------- | ------------------------------------------------------------ | ------------- |
| 1 | 1          | «Сладкий кол» «Sugarwood»                         | Джейсон Бейтман | История: Билл Дюбюк и Марк Уильямс Телеадаптация: Билл Дюбюк | 21 июля 2017  |
| Марти Бёрд и его деловой партнер Брюс Лидделл — финансовые консультанты из Чикаго, отмывающие деньги для мексиканского наркокартеля. Брюс и владельцы автотранспортных компаний, которые перевозят наличные, похищают 8 миллионов долларов, в результате чего картель связывается с Делом, чтобы тот убил Брюса, невесту Брюса Лиз и владельцев автотранспортной компании — отца и сына. Чтобы спасти свою жизнь, Марти использует рекламный флаер, который Брюс дал ему, как источник вдохновения для импровизированного заявления о том, что Озарк — хорошее потенциальное место для отмывания денег, и что, если ему позволят жить, он отмоет 500 миллионов долларов в течение пяти лет. Частично убежденный, Дел дает Марти несколько дней, чтобы тот вернул 8 миллионов долларов, украденных Брюсом, что Марти и делает, ликвидируя все свои личные активы и закрывая все счета компании. Затем Дел говорит Марти перевезти свою семью в Озарк и подтвердить свои слова, отмыв 8 миллионов долларов за три месяца. У жены Марти Венди роман с Гэри Сильвербергом. Она следует его совету оставить Марти и забрать двоих детей и столько денег, сколько она сможет получить. Дел убивает Сильверберга в качестве предупреждения Венди, чтобы она сохранила семью.                                                                         |            |                                                   |                 |                                                              |               |
| 2 | 2          | «Голубой сом» «Blue Cat»                          | Джейсон Бейтман | История: Билл Дюбюк и Марк Уильямс Телеадаптация: Билл Дюбюк | 21 июля 2017  |
| Венди, Марти и их дети прибывают в Озарк и начинают знакомиться с местными жителями, в том числе с несколькими членами семьи Лангмор, которые работают в отеле, где они остановились. Марти пытается найти местные предприятия для инвестиций, чтобы начать отмывание денег для картеля, в то время как Венди подыскивает дом. Шарлотта и Джона игнорируют указания своих родителей охранять гостиничный номер. Шарлотта попадается на уловку, спланированную кузенами Рут и Уайяттом Лангморами. Рут входит в пустой гостиничный номер и крадет часть 8 миллионов долларов, которые Марти должен отмыть. Марти рискует своей жизнью, чтобы забрать деньги у Рут, Уайятта и других Лангморов, но становится ясно, что они продолжат доставлять неприятности. ФБР обнаруживает останки Брюса и других сообщников, которые были убиты вместе с ним, что заставляет Бюро с подозрением относиться к внезапному переезду Марти из Чикаго. Агент Рой Петти следует за Марти в Озарк, считая, что тот каким-то образом замешан. Марти подумывает о самоубийстве, чтобы Венди могла получить страховку и сбежать с детьми, но меняет свое мнение, обнаружив, что домик и ресторан «Голубой сом» могут быть подходящим местом для инвестиций. |            |                                                   |                 |                                                              |               |
| 3 | 3          | «Мой ускользающий сон» «My Dripping Sleep»        | Дэниел Сакхайм  | Райан Фарли                                                  | 21 июля 2017  |
| Бёрды переезжают в дом на берегу озера, а Бадди, неизлечимо больной владелец дома, переезжает в подвал. Агент ФБР Тревор Эванс, бывший партнер Роя, следует инструкциям Роя и разговаривает с Бёрдами, но те не запуганы и продолжают настаивать на своей невиновности. Бёрдам стало известно, что, Брюс, крадя деньги, также был информатором ФБР. Тревор видит, что Рой становится одержимым, предсказывая дальнейшие проблемы для Бёрдов. Шарлотте и Джоне сообщают настоящую причину их переезда в Озарк, и Джона ищет в интернет информацию о картеле. Венди устраивается на работу посредником и «помощником» у брокера по недвижимости, с которым она имела дело при покупке дома Бадди. Собеседование Шарлотты не заканчивается успешно, так как она замечает Уайятта возле магазина и бьет его кулаком в отместку за выходку в отеле. Марти начинает деятельность в «Голубом соме», несмотря на подозрения Рэйчел, основного владельца. Рут использует свои знания о деньгах Бёрдов, чтобы убедить Марти нанять ее в качестве посудомойщицы в «Голубом соме». Она говорит своим кузенам и дядям, что ее план состоит в том, чтобы узнать о деятельности Марти по отмыванию денег, а затем убить его и забрать деньги. |            |                                                   |                 |                                                              |               |
| 4 | 4          | «Сегодня мы импровизируем» «Tonight We Improvise» | Дэниел Сакхайм  | Пол Колсби                                                   | 21 июля 2017  |
| Марти собирает информацию об убыточном стриптиз-клубе «Титько-бар»; получив ранее отказ от владельца, который по-прежнему намерен контролировать клуб для отмывания денег. Джона находит тушу койота и разрезает ее, чем вызывает беспокойство у родителей. Они с облегчением узнают, что сын всего лишь изучал стервятников, пришедших покормиться. Марти нанимает Рут, чтобы взломать сейф «Титько-бара». Работая под прикрытием, Рой наблюдает за Марти в «Голубом соме» и проявляет интерес к Рассу Лангмору, отцу Уайятта и дяде Рут. Бобби Дин, владелец «Титько-бара», арестован из-за плана Рут, и Марти получает доступ к сейфу. Он вносит залог за Бобби и использует информацию из сейфа, чтобы заставить Бобби продать клуб. Выясняется, что Джейкоб и Дарлин Снелл являются крупными торговцами героином, для которых Бобби отмывал деньги. Они убивают Бобби в отместку за потерю клуба и чтобы сохранить в секрете свой наркобизнес. Марти делится с Джоной деловыми секретами, в том числе о том, как сделать так, чтобы новые деньги, используемые в сделках с наркотиками, выглядели старыми, чтобы их можно было смешать с деньгами от законного бизнеса перед тем, как положить их в банк. |            |                                                   |                 |                                                              |               |
| 5 | 5          | «Решающие дни» «Ruling Days»                      | Эндрю Бернштейн | Мартин Циммерман                                             | 21 июля 2017  |
| Тело Бобби всплывает возле лодочной пристани Бёрдов, те говорят, что это несчастный случай. Предъявленные копии документов о продаже стриптиз-клуба убеждают шерифа Никса, что у Бёрда не было мотива убить Бобби, и шериф не предпринимает дальнейших действий. Джейкоб Снелл пытается уговорить Марти отмывать для него деньги в «Титько-баре». Марти видит Мейсона Янга, местного пастора, проводящего воскресные службы на озере на лодке, и понимает, что строительство церкви для Мейсона может дать возможность отмывать деньги. Марти просит Рут управлять стриптиз-клубом на выходных четвертого июля, в результате он нанимает ее в качестве штатного менеджера. Рут предпринимает шаги для улучшения клуба, в том числе нанимая новых сотрудников, что превращает «Титько-бар» в источник дохода. Рой продолжает использовать Расса в качестве гида по рыбалке и пытается поцеловать его, что вызывает бурную реакцию Расса. Рут продолжает следовать совету своего отца Кейда, находящегося в тюрьме, чтобы узнать больше об отмывании денег, и обнаруживает тайник, где Марти спрятал 8 миллионов долларов, которые привез из Чикаго. Расс признается, что испытывает чувства к Рою, и они становятся любовниками. |            |                                                   |                 |                                                              |               |
| 6 | 6          | «Книга Руфи» «Book of Ruth»                       | Эндрю Бернштейн | Уит Андерсон                                                 | 21 июля 2017  |
| Снеллы рассказывают Марти о своем бизнесе и сообщают, что используют церковь Мейсона на озере для распространения героина. Они предупреждают Марти остановить строительство церкви, угрожая беременной жене Мейсона Грейс, если Марти не убедит пастора возобновить службы на лодке. Дел отправляет Венди и Марти пакет с парой глазных яблок, что является предупреждением ускорить отмывание денег. Марти, похоже, укладывается в трехмесячный срок для отмывания 8 миллионов долларов картеля. Во время секса Марти намеренно напоминает Венди об измене с Гэри Сильвербергом, в результате чего она обнаруживает видео, снятое частным сыщиком Марти. Шарлотта работает в «Голубом соме» и отклоняет приглашение Уайятта на «антитуристическую» вечеринку, и вместо этого идет с Заком, туристом из Чикаго. Она теряет девственность, но Зак уезжает на следующий день, не попрощавшись, на что Уайятт говорит ей, что туристы всегда уезжают, и теперь она «одна из нас» — постоянный местный житель. Рут и Расс разрабатывают план убийства Марти по совету Кейда. Расс рассказывает об этом Рою, который тайно вмешивается. Рэйчел спорит с Марти из-за нарушений в бухгалтерии «Голубого Сома». |            |                                                   |                 |                                                              |               |
| 7 | 7          | «Скворечник» «Nest Box»                           | Эллен Курас     | Элисон Фелтес                                                | 21 июля 2017  |
| Мейсон не прекращает строительство церкви. Чтобы отговорить Снеллов от убийства Мейсона, Марти передает последние 700 000 долларов картеля. Марти говорит Мейсону, что Снеллы — торговцы наркотиками и хотят, чтобы он возобновил работу на озере. Снеллы рассказывают Мейсону, что Марти строил церковь для отмывания денег. Понимая, что утверждения Марти о благотворительности ложны, Мейсон сжигает каркас здания. Шарлотта и Джона идут в школу, Шарлотта подавлена изменившимися обстоятельствами в семье. Она пропускает занятия, чтобы сесть на автобус до Чикаго, но Рут и Венди догоняют ее и возвращают домой. Рой убеждает Расса попробовать открыть магазин приманок и снастей с Марти в качестве инвестора. Рой также убеждает Расса сказать, что он больше не будет участвовать в попытках убить Марти. Кейд говорит Рут не навещать его снова, пока Марти жив. Вернувшись домой, Шарлотта отправляется поплавать ночью. Игнорируя совет Марти оставаться возле берега, она заплывает далеко. Почти позволив себе утонуть, Шарлотта касается дна и понимает, что в этом месте не так глубоко, как она думала. Шарлотта быстро возвращается на берег, её депрессия прошла. |            |                                                   |                 |                                                              |               |
| 8 | 8          | «Калейдоскоп» «Kaleidoscope»                      | Эллен Курас     | Райан Фарли                                                  | 21 июля 2017  |
| В воспоминаниях 2007 года Венди и Марти едут за рулём, Венди рассказывает, что снова беременна. Обсуждая новости, они попадают в автомобильную аварию, в результате которой происходит выкидыш, что приводит к длительному периоду депрессии у Венди. Венди безуспешно пытается вернуться на рынок труда после рождения детей. Выясняется, что она опытный специалист по связям с общественностью, работала в первых кампаниях Бобби Раша в Конгрессе и в кампаниях Барака Обамы в Сенате Иллинойса. Дел обращается к Марти и Брюсу с просьбой отмыть деньги картеля. После просмотра бухгалтерских книг Дела они отказываются, но соглашаются обдумать предложение. Марти ожидает, что Венди будет против, но, к его удивлению, она соглашается. Брюс и Марти соглашаются работать на Дела, и Дел убивает своего предыдущего финансового советника Луи на их глазах. Мало того, что Луи воровал деньги, о чем Дел подозревал, а Марти подтвердил при анализе бухгалтерских книг, он также был информатором Роя в ФБР. У Роя есть постоянный партнёр и карьера в ФБР, но у него сложные отношения с матерью, пристрастившейся к героину. Недовольный тем, что ФБР настаивает на преследовании террористов, а не торговцев наркотиками, Рой замышляет добиться своего.                                                                         |            |                                                   |                 |                                                              |               |
| 9 | 9          | «Кофе, чёрный» «Coffee, Black»                    | Джейсон Бейтман | Уит Андерсон                                                 | 21 июля 2017  |
| Бадди научил Джону стрелять, и Джона, узнав, что за Бёрдами присматривает агент картеля, попросил сотрудника «Голубого сома» Така купить ему винтовку. Марти и Венди ранее убедили мать Сэма Юджинию вложить свои сбережения в новый «инвестиционный фонд» Марти. Ее 900 000 долларов заменяют 700 000 долларов, которые Марти заплатил Снеллам. С этим притоком он вовремя завершает отмывание 8 миллионов долларов. Картель немедленно доставляет 50 миллионов долларов — первые из 500 миллионов долларов, которые Марти обещал отмыть. Юджиния погибает в результате несчастного случая, и Сэм хочет получить доступ к её сбережениям, чтобы оплатить ее тщательно продуманные похороны. Вместо этого Марти и Венди соглашаются добровольно оплатить похороны и в конечном итоге покупают похоронное бюро. Рой сообщает Рассу, что их отношения — уловка, а также демонстрирует записанное признание Расса о попытке убить Марти. Это вынуждает Расса стать информатором против Рут, которую Рой намеревается использовать против Марти. Вместо этого Расс и его брат Бойд планируют ограбить и убить Марти, чтобы обеспечить жизнь в бегах. Рут подозревает, что Расс намеревается убить Марти. Понимая, что ее обвинят в смерти Марти, Рут действует первой, убивая Расса и Бойда тем же методом, который она ранее пробовала на Марти. |            |                                                   |                 |                                                              |               |
| 10 | 10         | «Звон» «The Toll»                                 | Джейсон Бейтман | Крис Манди                                                   | 21 июля 2017  |
| Бёрды пытаются поддержать братьев Уайятта и Тройку, но Уайятт подозревает, что Марти убил Расса и Бойда. Совесть Мейсона не дает ему проповедовать на озере. Он приходит домой и обнаруживает, что Снеллы нанесли удар; Грейс пропала, а дома лежит новорождённый младенец. Марти решает, что в Озарке его семье оставаться небезопасно. Гарсия, работающий на картель, не дает им уйти. Джона ускользает, чтобы взять свою винтовку. Когда он пытается выстрелить в Гарсию, то обнаруживает, что Бадди разрядил оружие. Бадди держит Гарсию под прицелом, когда Венди и дети уходят, а затем стреляет в него. Рэйчел находит часть 50 миллионов долларов. После короткой встречи с Делом она уезжает с деньгами. Дел пытает Марти, чтобы узнать, где находится Гарсия. Марти объясняет план для картеля по распространению героина Снелла, в то время как Снеллы позволят построить казино на своей территории для отмывать денег картеля. Дел заинтригован и намеревается объяснить смерть Гарсии, если сделка состоится. Дел и Снеллы соглашаются, но Дарлин убивает Дела, когда он отвечает на ее расистские оскорбления таким же оскорблением. Венди и дети решают остаться и столкнуться с рисками вместе с Марти, а не сбежать без него.                                                                                               |            |                                                   |                 |                                                              |               |

### Сезон 2 (2018)
| № общий | № в сезоне | Название                                                 | Режиссёр        | Автор сценария                | Дата премьеры   |
| --- | ---------- | -------------------------------------------------------- | --------------- | ----------------------------- | --------------- |
| 11 | 1          | «Компенсация» «Reparations»                              | Джейсон Бейтман | Крис Манди                    | 31 августа 2018 |
| Дарлин и Эш кремируют тело Дела на ферме Снеллов. Марти и Джейкоб отправляют Эша в Чикаго с машиной Дела и кредитными картами, чтобы создать видимость присутствия Дела в Чикаго, что позволит им сказать, что его не было в Озарке. Без Дела для переговоров Марти и Снеллы встречаются с Хелен Пирс, поверенным картеля Наварро, чтобы обсудить казино. Марти обсуждает с сенатором штата Броком Мерсером возможность принятия закона, разрешающего строительство казино. Мерсер говорит Марти сходить в «дом у озера». Марти и Венди узнают, что это дом бизнесмена и политического спонсора Чарльза Уилкса. Они встречаются с Уилксом и пытаются убедить его поддержать закон. Кейд освобожден условно-досрочно. Хелен показывает Бёрдам видео, на котором Эш использует кредитную карту Дела в Чикаго. Она проигнорирует смерть Дела (и Гарсии) в обмен на «компенсацию» от Снеллов, но не говорит Марти, что именно будет достаточно. По настоянию Дарлин Снеллы отказываются предлагать деньги, но Джейкоб понимает, что нужно платить жизнью, и убивает Эша, чтобы спасти Дарлин. Марти и Венди скрывают правду от Шарлотты и Джоны, но признаются друг другу, что смерть Эша удовлетворила Наварро, а это означает, что проект казино все еще жив. |            |                                                          |                 |                               |                 |
| 12 | 2          | «Драгоценная кровь Иисуса» «The Precious Blood of Jesus» | Джейсон Бейтман | Дэвид Мэнсон                  | 31 августа 2018 |
| Мафия Канзас-Сити посылает сенатору Мерсеру однозначный сигнал, из-за чего сенат штата начинает колебаться по поводу законопроекта о казино. Марти извлекает выгоду из предыдущих отношений Бадди с руководителем мафии Фрэнком Косгроувом, чтобы достичь соглашения о том, что казино будет поддерживать профсоюз, и в итоге проект остается жизнеспособным. Венди посещает молитвенный завтрак, чтобы добиться расположения колеблющихся сенаторов, и прибегает к шантажу. Уилкс поддерживает Венди в качестве платы за получение голоса последнего несогласного в сенате, но Венди дает ему отпор. Венди видит Мейсона, проповедующего на улицах Джефферсон-Сити, и маленького Зекки (сокращенно от Иезекииль) рядом с ним. Пристрастие Рэйчел к наркотикам и выпивке приводит к тому, что она разбивает свою машину, в результате чего Рой делает ее осведомителем против Марти и отправляет обратно в «Голубом соме». Кейд отказывается от работы, которую ему предложил Марти по просьбе Рут. Марти возлагает на Рут больше обязанностей, в том числе дает ей наличные деньги для оплаты приобретения и перемещения речного судна, на котором разместится казино. Дарлин ищет кого-то, кого можно было бы любить и воспитывать вместо Эша, и спрашивает Джейкоба, могут ли они усыновить ребенка. Кейд грабит закусочную, чтобы показать Рут, что он не изменился, и требует ее помощи в поиске денег Марти. |            |                                                          |                 |                               |                 |
| 13 | 3          | «Однажды Лангмор...» «Once a Langmore...»                | Эндрю Бернштейн | Элисон Фелтес                 | 31 августа 2018 |
| Законопроект о казино принимается, но сенатор Блейк совершает самоубийство. Государственные инспекторы закрывают бизнесы Бёрдов по наущению Роя, в то время как Бёрды задаются вопросом, кто это заказал. В обмен на свою помощь Уилкс хочет построить рядом с казино большой торговый комплекс, но Снеллы не согласны продавать больше земли. Снеллы, Марти и Джона отправляются на охоту, Джона убивает оленя. Снеллы поджигают лодку Уилкса в качестве предупреждения, чтобы тот прекратил оказывать на них давление. Венди уговаривает вдову Блейка не подавать в суд на Уилкса за доведение до самоубийства, пообещав благотворительный фонд имени Блейка. Рэйчел пытается получить улики против Марти, а Рой использует украденные наркотики, чтобы держать ее под контролем. Рут создает проблему в мастерской по ремонту лодок, где работает Кейд, чтобы убедить владельца продать бизнес, а это дает Марти новую возможность для отмывания денег. Шарлотта проводит время с Уайяттом, который продолжает думать о смерти Расса и Бойда. Бёрды ужинают в доме Снеллов, чтобы отпраздновать их сближение. Джона использует свою половину из 10 000 долларов, которые Шарлотта взяла, когда семья прятала 50 миллионов долларов картеля, чтобы открыть банковский счет на имя Майкла Флеминга, личности, которую Джона получил, когда Бёрды бежали после смерти Гарсии.                                      |            |                                                          |                 |                               |                 |
| 14 | 4          | «Олень» «Stag»                                           | Эндрю Бернштейн | Райан Фарли                   | 31 августа 2018 |
| Подозрение Уайятта в том, что Марти убил Расса и Бойда, усиливается признанием Шарлотты в том, что Бёрды были на месте происшествия. Рой требует от Рэйчел полезной информации, а также притворяется посетителем бара «Голубой сом». Рэйчел занимается сексом в ванной с посетителем бара и называет его Марти, чтобы разозлить Роя, который занят прослушкой. Чтобы отвести подозрения Марти, Рэйчел предполагает, что человек из «Голубого сома» (Рой) может быть полицейским. Разъяренный Рой угрожает ей насильственной смертью, если она не представит доказательств. Бёрды планируют дать взятку государственному чиновнику за продвижение проекта, но Венди правильно подозревает что-то неладное. Венди пытается дать деньги Мейсону, но тот в гневе отказывается. Марти уделяет мало внимания Рут, решая другие проблемы, поэтому та по душам разговаривает с Рэйчел, которая использует отношения, чтобы собрать доказательства для Роя. Он получает ордер на обыск дома Бёрдов, где впервые представляет себя Марти и Венди. Сэм управляет «Титько-баром» только номинально, так как у Рут были проблемы с законом и она не может быть связана с Марти во время государственной проверки заявки на казино. Здоровье Бадди ухудшается, и его госпитализируют, но Бадди становится лучше после возвращения домой.                                                                                         |            |                                                          |                 |                               |                 |
| 15 | 5          | «День игры» «Game Day»                                   | Фил Абрахам     | Пол Колсби                    | 31 августа 2018 |
| ФБР находит у Шарлотты половину из 10 000 долларов, которые она взяла, о чем Рой упоминает во время допроса Марти в надежде, что он станет информатором. Рой также сообщает ему, что Рут пыталась убить его, подключив ток так же, как она сделала, когда убила своих дядей. Рой выставляет Рут информатором, а Хелен спрашивает Бёрдов, можно ли ей доверять. Марти колеблется, прежде чем сказать «да», а затем мчится к Лангморам, чтобы предупредить Рут. Рут признает, что пыталась убить Марти, но говорит, что больше не причинит вреда, потому что обстоятельства изменились. Марти ручается за нее, но соратники Хелен подвергают Рут пытке водой. Рут не ломается, и Хелен говорит Марти, что она впечатлена стойкостью Рут. Марти напоминает Венди, что она ему изменила, а Шарлотта подслушивает разговор и рассказывает об измене об этом Джону. Шарлотта и Джона обсуждают, как потратить оставшиеся деньги на покупку фургона и побег. Хелен говорит Снеллам сжечь их маки, чтобы Рой не нашел никаких улик, но Дарлин отказывается. Венди приносит Дарлин информацию об усыновлении, но на самом деле заговаривает Дарлин, позволяя Бадди проникнуть на ферму Снеллов и сжечь поле. |            |                                                          |                 |                               |                 |
| 16 | 6          | «Внешняя тьма» «Outer Darkness»                          | Фил Абрахам     | Нин Чжоу                      | 31 августа 2018 |
| Покидая ферму Снеллов, Бадди умирает в машине Венди, и Бёрды устраивают тщательно продуманные похороны. Джона использует картотеку Бадди, чтобы связаться с его друзьями, и на похороны приезжает много людей, включая Фрэнка и его соратников из Канзас-Сити. Рой возглавляет рейд на ферму Снеллов. Джейкоб говорит, что поле было сожжено в результате преднамеренного контролируемого пожара. Рой усмехается и приходит в восторге от обнаружения закопанных костей. Мейсон, надеясь, что среди костей есть останки Грейс, отдает Зекки на анализ ДНК. Уайятта исключают за помощь Джоне во время школьной драки. Марти и Снеллы извлекают несколько предков Снеллов и используют их останки, чтобы заменить кости, найденные ФБР, влияя на результаты тестов. Джейкоб заявляет, что власти осквернили места захоронения его семьи. Рой допрашивает Уилкса, который предлагает рассказать информацию о Марти в обмен на защиту Венди, но она отказывается оставить мужа. Рут соглашается помочь своему отцу в его незаконной деятельности, решив, что работа с Марти не принесет долгосрочных выгод, на которые она надеялась. Марти обещает Рэйчел, что после того, как казино будет одобрено, он вернет ей «Голубого сома». Рэйчел целует Марти, чтобы он не рассказал больше, а затем показывает, что на ней прослушка.                                                                                     |            |                                                          |                 |                               |                 |
| 17 | 7          | «Единственный путь» «One Way Out»                        | Алик Сахаров    | Мартин Циммерман              | 31 августа 2018 |
| Марти хочет, чтобы Рэйчел работала в «Голубом соме» и собирается использовать ее, чтобы скармливать Рою дезинформацию. Полиция забирает Зекки в службу опеки, что вынуждает Мейсона похитить Венди и держать ее в подвале своего дома, требуя помощи Марти в возвращении Зекки. Кейд и Рут пытаются украсть навигационную систему с дорогой лодки и продать ее покупателю на черном рынке. Хозяин неожиданно оказывается дома, вынуждая их бежать с пустыми руками. Рут говорит Кейду, что, по ее мнению, деньги картеля могут быть спрятаны в похоронном бюро, и соглашается помочь украсть их. Марти и Уилксу удается забрать Зекки у службы опеки. Марти привозит его к Мейсону, но в итоге Марти убивает Мейсона в последовавшей ссоре. Марти и Венди убирают подвал дома Мейсона и кремируют его тело в похоронном бюро, а затем забирают Зекки домой как предполагаемого приемного ребенка. Бёрды используют ребенка, чтобы создать приятный семейный образ во время интервью, организованного представителем по связям с общественностью. Это интервью должно сформировать положительной имидж проекта казино. |            |                                                          |                 |                               |                 |
| 18 | 8          | «Глубокий сон» «The Big Sleep»                           | Алик Сахаров    | Дэвид Мэнсон                  | 31 августа 2018 |
| Поскольку Рой больше не дает Рэйчел наркотики, она покупает героин, и случается передоз. Героин, распространяемый Наварро, содержит фентанил, а многочисленные передозировки ведут к Снеллам; Дарлин добавила фентанил в отместку за то, что картель настаивал на сжигании макового поля. Наварро устраивают засаду на Снеллов. Рут и Кейд проникают в похоронное бюро, но не находят денег. Марти помогает отменить исключение Уайятта, сохраняя ему шанс на поступление в университет Миссури. Шарлотта крадет для Уайятта дорогую книгу, от которой он отказывается, объясняя, что в краже обвинят Лангмора, а не кого-то вроде нее. Венди использует схему для отмывания денег, созданную Джоной, чтобы сделать пожертвования на благотворительность Уилкса. Когда Венди сообщает ему, что он принял деньги картеля, Уилкс понимает, что его шантажируют, заставляя продолжать поддерживать проект казино. Марти узнает, что мать Роя наркоманка, и один из людей Наварро снабжает ее наркотиками. Рой возвращается домой, чтобы позаботиться о матери, что позволяет Марти отправить Рэйчел в Майами для лечения от зависимости. Купив фургон и поселившись в нем, чтобы держаться подальше от дома, Шарлотта сообщает родителям о своем желании эмансипироваться. |            |                                                          |                 |                               |                 |
| 19 | 9          | «Барсук» «The Badger»                                    | Бен Семанофф    | Пол Колсби и Мартин Циммерман | 31 августа 2018 |
| Шарлотта нанимает адвоката для своего дела об эмансипации. Джейкоб и Дарлин выживают в засаде, хотя Джейкоб оказывается ранен. Марти и Хелен сообщают Джейкобу, что доктрина прав местных владельцев и принудительное отчуждение частной собственности позволят правительству конфисковать землю для казино, если Снеллы не согласятся продать землю. Джейкоб соглашается и решает убить Дарлин, чтобы сохранить мир. Когда Джейкоб собирается нанести ей удар ножом во время их утренней прогулки, он внезапно падает. Дарлин говорит Джейкобу, что разгадала его план и отравила кофе, и они клянутся друг другу в любви перед его смертью. Уилкс организует встречу Бёрдов с уполномоченными по азартным играм, и тот требует отказаться от участия профсоюза в проекте казино в обмен на его поддержку, на что Марти соглашается, несмотря на то, что знает, что это разозлит Фрэнка. Казино одобрено, и Марти собирается со всем покончить, что подразумевает бегство с семьей в Австралию и передачу бизнеса картеля в руки Рут, на что Рут соглашается. Кейд и Уайятт грабят «Титько-бар», Рут не выдает их шерифу, но пытается найти и вернуть украденные деньги. Уайятт принят в колледж; он не уверен, стоит ли ехать, но Рут полна решимости отправить его учиться, чтобы уберечь от преступной жизни.                                                                                                  |            |                                                          |                 |                               |                 |
| 20 | 10         | «Золотой берег» «The Gold Coast»                         | Аманда Марселис | Крис Манди                    | 31 августа 2018 |
| Рой возвращается, чтобы закончить незавершенные дела перед его переводом в Чикаго. Он идет на рыбалку и сталкивается с Кейдом, который убивает Роя и топит его тело. Дарлин хочет получить Зекки и в качестве предупреждения бреет голову Джоны, вынуждая Бёрдов отдать ребенка. Марти рассказывает Рут подробности деятельности картеля в рамках подготовки к отъезду его семьи, в том числе местонахождение денег картеля на 50 миллионов долларов - усыпальницу Бадди. Кейд понимает, что его узнали, когда он прятал машину Роя, и планирует бежать до того, как его арестуют. Кейд пытается шантажировать Рут из-за денег, собираясь рассказать Уайятту, что она убила Расса и Бойда. Вместо этого Рут сама рассказывает всю правду Уайятту, который в гневе уезжает. Разозленная тем, что Кейд напал на Шарлотту, пытаясь найти деньги Марти, Венди предлагает ему 500 000 долларов, чтобы он покинул город. Кейд берет деньги и уезжает, но это указывается уловкой, и Нельсон, человек картеля, убивает его из засады. На церемонии открытия казино Хелен говорит Бёрдам, что возвращается в Чикаго. Венди говорит Марти, что семья не сбежит на Золотой Берег, потому что безопаснее остаться в Озарке. Фрэнк взрывает офис Марти в качестве предупреждения, чтобы тот решил проблему профсоюза. |            |                                                          |                 |                               |                 |

### Сезон 3 (2020)
| № общий | № в сезоне | Название                                           | Режиссёр        | Автор сценария   | Дата премьеры |
| --- | ---------- | -------------------------------------------------- | --------------- | ---------------- | ------------- |
| 21 | 1          | «Военное время» «Wartime»                          | Джейсон Бейтман | Крис Манди       | 27 марта 2020 |
| Наварро вовлечены в войну картелей в Мексике. Марти и Рут управляют работой казино «Миссури Белль», а Венди и Шарлотта занимаются связями с общественностью. Джона зарабатывает деньги, занимаясь добычей золота в играх. Шарлотта настаивает на том, чтобы Марти и Венди посещали парную терапию, но Марти тайно платит терапевту за принятие решений в его пользу. Венди предлагает картелю Наварро заняться законным бизнесом, но Марти считает этот план слишком рискованным. Картель пытает Хелен водой, чтобы выяснить, знает ли ее бывший муж Джин что-нибудь о ее деятельности. Хелен всё отрицает, поэтому ее отпускают. После посещения группы молодых матерей Дарлин прорезает шину машины другой мамы. Уайятт проникает в пустующие дома, чтобы жить, и отказывается от денег, которые дает Рут. Уайятта арестовывают, но он отказывается от залога Рут. Дарлин подслушивает, вносит залог за Уайятта и нанимает его на свою ферму. Шарлотта дает Джону дрон, который тот планирует использовать для повышения безопасности в доме Бёрдов. Марти изобретает новый метод отмывания денег, чтобы избежать проверки ФБР. Венди и Хелен встречаются с Наварро в Чикаго, и он одобряет план расширения Венди. Рут выбрасывает Фрэнка Косгроува-младшего за борт за неподобающее поведение при игре в покер в «Миссури Белль». Венди занимается вандализмом в старом доме Бёрдов. |            |                                                    |                 |                  |               |
| 22 | 2          | «Гражданский союз» «Civil Union»                   | Джейсон Бейтман | Мартин Циммерман | 27 марта 2020 |
| Бен, брат Венди, работает учителем. На уроке ученики начинают пересылать фотографии по телефону, поэтому он бросает их телефоны в измельчитель древесины, а затем дерется с оператором измельчителя. Марти и Рут извиняются перед Фрэнком-старшим за нападение Рут на Фрэнка-младшего и соглашаются на больший процент прибыли казино в качестве мирного предложения. Хелен и ее дочь Эрин переезжают на лето в Озарк, но Джин настаивает, чтобы их сын Сет остался с ним. Марти и Венди делают предложение Карлу и Аните Нарлсон по их казино «Биг Мадди» в Сент-Джозефе, но Марти тайно уговаривает Карла отказаться. Бен надолго приезжает в Озарк. Марти платит Фрэнку-старшему за организацию пожара, вынудившего конкурента Нарлсонов закрыться. Из-за закрытия конкурентов Анита отклоняет новое предложение Хелен и Венди. Наварро звонит Венди, чтобы спросить, был ли несчастный случай с его горничной плохим предзнаменованием, и благодарит Венди, когда она его успокаивает. Дарлин говорит с мертвым Джейкобом о том, как она разозлилась, увидев Венди, и Уайятт признается, что иногда разговаривает со своим мертвым отцом. Рут и Венди настраивают игровые автоматы «Биг Мадди» на постоянные выигрыши клиентов, поэтому Нарлсоны продают казино. Хелен заказывает избиение Джина. Тревор сообщает Марти, что ФБР проведет проверку всех бизнесов Бёрда.             |            |                                                    |                 |                  |               |
| 23 | 3          | «Кевин Кронин был здесь» «Kevin Cronin Was Here»   | Чериен Дэбис    | Мики Джонсон     | 27 марта 2020 |
| Венди снится, что она убивает Марти. Нарлсоны отказываются продавать свой отель. План Марти и Рут по отмыванию денег в казино «Биг Мадди» проваливается, потому что Венди закрывает его на ремонт. Фрэнк-старший сообщает Венди, что пожар подстроил Марти. Хелен говорит Марти, что Наварро не хочет, чтобы «Биг Мадди» использовался для отмывания денег. Венди говорит Карлу, что он должен получить согласие Аниты на продажу любыми средствами. Хелен спрашивает Рут, сможет ли она управлять «Миссури Белль» без Марти. Рут говорит «да», а затем рассказывает Марти о разговоре. Карл и Анита спорят, и она падает через перила насмерть. Марти договаривается с группой REO Speedwagon об отмывании денег, когда те играют в казино. Венди провоцирует Дарлин ударить ее, давая Венди повод для слушания дела об опеке над Зекки. Агент ФБР Майя Миллер предлагает Марти сделку, которая позволит ему работать на ФБР после 18 месяцев заключения. Тревор опознает Томми как одного из поджигателей казино и добивается его сотрудничества. Марти использует программное обеспечение для прослушки, когда Венди звонит Наварро, чтобы сообщить о покупке отеля. Наварро говорит Венди, что их прослушивают. Марти говорит Майе, что согласен сотрудничать. Оперативники картеля похищают Марти и запугивают следовавших за ними Рут и Бена.                                     |            |                                                    |                 |                  |               |
| 24 | 4          | «Битва с боссом» «Boss Fight»                      | Чериен Дэбис    | Джон Шибан       | 27 марта 2020 |
| Марти привозят в дом Наварро в Мексике. Бен говорит Венди, что Марти похитили. Венди рассказывает Бену правду о том, на кого они работают. Бен рассказывает Шарлотте и Джоне правду о том, где находится Марти. Хелен узнает от Мендосы, что Наварро проверяет их, чтобы выяснить, смогут ли они отмывать деньги без Марти. Будучи лишенным сна в камере, Марти вспоминает детские воспоминания о смерти своего отца в больничной палате. Наварро спрашивает Марти, почему он шпионит за Венди. Марти признается, что боится ее. Наварро говорит, что восхищается Венди, потому что она четко понимает свою цель — «она хочет всего». Рут создает команду по отмыванию денег в «Миссури Белль», в которую входит Бен. Шарлотта признается Хелен, что знает о преступной деятельности своих родителей. Хелен предупреждает ее не рассказывать ничего Эрин. Рут обнаруживает, что один из счетов заморожен из-за подозрительной активности. Марти показывает Наварро, как восстановить контроль над счетом. В ответ на неоднократный вопрос Наварро «Чего ты хочешь?» в конце концов Марти говорит, что хочет отмывать деньги только тогда, когда это безопасно. Он также хочет, чтобы его поблагодарили за превосходную работу в отмывании денег Наварро. На автомобиле картеля Марти возвращают в дом семьи Бёрдов.                                                                     |            |                                                    |                 |                  |               |
| 25 | 5          | «Это пришло из Мичоакана» «It Came From Michoacán» | Аманда Марселис | Лора Дили        | 27 марта 2020 |
| Венди рассказывает Марти о команде Рут по отмыванию денег. Венди просит Сэма намеренно проиграть крупную сумму в казино и получить компенсацию наличными. Рут говорит Фрэнку-младшему прекратить ростовщичество, потому что план Марти включает предоставление клиентам кредитных линий. Наварро поручает Венди и Марти купить конную ферму в Кентукки. Эрин хочет встречаться с Томми, сотрудником Косгроува, который помог поджечь казино. Он знает имя Хелен и шпионит в доме Бёрдов. Люди Косгроува передают Рут деньги Наварро и запирают ее в грузовике. Уайятт лжет на слушаниях по делу об опеке, благодаря чему Дарлин оставляет Зекки. Венди получает информацию о Майе, доказывающую ее неподкупность, но Марти видит лазейку. Дарлин и Уайятт начинают сексуальные отношения. Дарлин возобновляет свой героиновый бизнес. Венди просит терапевта Сью помочь убедить Марти согласиться с Венди. Бен посыпает машину Фрэнка-младшего птичьим кормом, и стая птиц наносит значительный ущерб. Хелен дает Марти информацию о клиенте, которую он использует, чтобы заманить Майю. Оперативники Наварро на конной ферме кастрируют призового жеребца, принадлежащего врагу Наварро Лагунасу. Марти делает вид, что сотрудничает с Майей. |            |                                                    |                 |                  |               |
| 26 | 6          | «Твой дом — это мой дом» «Su Casa Es Mi Casa»      | Бен Семанофф    | Пол Колсби       | 27 марта 2020 |
| Марти и Венди раскрывают подробности своей незаконной деятельности во время спора на сеансе терапии. Венди говорит Марти съехать. Дарлин говорит Хелен, что возобновляет свой героиновый бизнес. Эрин настаивает на встрече с Томми, и вечеринка в уединенной бухте заканчивается арестом Джоны, Шарлотты и Эрин. Хелен и Венди спорят об ответственности за действия Эрин. Томми сообщает Тревору о своих действиях по сбору улик против Бёрдов. Рут и Бен проводят ночь вместе, и из-за проблемы с эрекцией Бен перестает принимать лекарства от биполярного расстройства. Венди планирует основать благотворительный фонд. Дарлин и Уайятт пытаются нанять Три для присмотра за маками Дарлин. Три рассказывает Рут о совместном проживании Дарлин и Уайятта. Уайятт говорит Рут, что не вернется жить в трейлер. Марти находится под наблюдением, и Бёрды проводят ночь в своей столовой, а люди Наварро охраняют их дом. На следующий день Хелен сообщает, что внедорожники, использовавшиеся для слежки за Марти, направляются в Чикаго. Бен и Джона используют дрон Джоны, чтобы наблюдать за Рут во время следующей передачи денег Косгроувом. Те же внедорожники быстро приближаются, и Бен предупреждает Рут, которая успевает спрятаться прямо перед их прибытием. Конкуренты Наварро убивают людей Фрэнка-младшего, а затем взрывают грузовик Фрэнка.                       |            |                                                    |                 |                  |               |
| 27 | 7          | «В экстренном случае» «In Case of Emergency»       | Алик Сахаров    | Нин Чжоу         | 27 марта 2020 |
| Тревор и Майя допрашивают Рут, которая отрицает, что знает о взрыве грузовика и убийствах. Марти сообщает Фрэнку-старшему, что нападение было совершено Лагунас. Тревор и Майя обвиняют Марти в организации убийства, потому что он знал, что Томми был информатором, но Марти это отрицает. Фрэнк-младший сообщает Рут, что Тревор и Майя обвинили ее в нападении, но Рут это отрицает. Венди убеждает Наварро, что план Бёрдов по расширению его бизнеса с законными предприятиями остается жизнеспособным. После того, как Майя расспрашивает Сэма о его проигрыше, Сэм звонит Марти, а тот обещает уберечь его от неприятностей. Фрэнк-младший избивает Рут, и ее госпитализируют, поэтому Марти разрывает отношения с Фрэнком-старшим. Эрин отказывается от просьбы матери вернуться в Чикаго. Понимая, что Эндрю Уэйд политически амбициозен, Венди дает ему информацию о клиенте Хелен, которую Майя отказалась принять. Уайятт говорит Дарлин, что Рут убила Расса и Бойда, а Дарлин признает, что убила Джейкоба. Хелен обеспокоена тем, что Сью знает Бёрда, и просит Нельсона убить её и удалить файлы Бёрдов из её записей. Рут говорит Марти и Венди, что хочет смерти Фрэнка-младшего, но Марти отказывает. Уайятт навещает Рут дома и винит Бёрдов во всех бедах Лангморов.                                                                                              |            |                                                    |                 |                  |               |
| 28 | 8          | «ЛДН (Лучшие друзья навсегда)» «BFF»               | Алик Сахаров    | Джон Шибан       | 27 марта 2020 |
| Сью нет дома, и Марти понимает, что ее убили. Эрин, Шарлотта и Джона выполняют общественные работы. Хелен подтверждает Венди, что Сью мертва, и говорит, что устала убирать за Бёрдами. Марти сообщает Майе информацию об очередном финансовом мошенничестве, но Майя отказывается взяться за это дело. Венди передает дело сенатору Уэйду, который передает его специальному агенту Клэй. Клэй критикует Майю за отказ и приказывает ей вернуться в Вашингтон, когда истечет срок действия ее ордера на расследование дела Бёрда. Бен проезжает на грузовике Рут мимо охранников автотранспортной компании, чтобы добраться до Фрэнка-младшего, но появляются несколько сотрудников и заставляют его поспешно уехать. После этого Бен напивается в баре и нападает на другого посетителя. Бен прилюдно выясняет отношения с Марти и Венди на вечеринке в честь открытия благотворительной организации, бьет Марти кулаком и попадает в государственную психиатрическую больницу. Рут навещает Бена, который говорит ей, что понял, что Венди убила Кейда. Хелен говорит Наварро, что Венди и Марти создают дополнительные проблемы, и Наварро говорит ей делать так, как она считает нужным. Дарлин убеждает шерифа Никса освободить Бена в обмен на то, что люди Никса не будут участвовать в наркобизнесе Дарлин. Бен идет в дом Хелен, где рассказывает Эрин правду о ее матери.    |            |                                                    |                 |                  |               |
| 29 | 9          | «Фаер Пинк» «Fire Pink»                            | Алик Сахаров    | Мики Джонсон     | 27 марта 2020 |
| В такси после выяснения отношений с Хелен и Эрин Бен произносит затяжной, несвязный монолог. Марти идет к Рут и спрашивает, почему она помогла освободить Бена. Приходит Бен и признается, что ходил в дом Хелен. Рут прячет его у Дарлин. Эрин расспрашивает Шарлотту и Джону, и они признают, что Бен прав. Эрин говорит Хелен, что знает правду о ее работе, и возвращается в Чикаго. Признавая, что Берды уязвимы, потому что Бен раскрыл правду о Хелен, Марти и Венди собираются доказать Наварро, что они для него более ценны, чем Хелен. Бен уходит от Дарлин, чтобы поклясться в любви Рут. Нельсон следует за ним в казино, поэтому Марти выводит Бена через боковой выход. Нельсон следует за Рут домой, и Рут спрашивает его об убийстве Кейда. Марти планирует внезапное увеличение прибыли казино, что дает Майе повод остаться в городе и продолжить проверку Бёрдов. Бен скрывается с Венди, но сам же вызывает полицию. Венди уговаривает полицейских не арестовывать его. Бен звонит Хелен, чтобы извиниться, но Венди прерывает звонок до того, как Хелен узнает местонахождение Бена. Венди бросает Бена в ресторане. Во время разговора с Марти у нее случается нервный срыв. Бен видит, что приехал Нельсон. |            |                                                    |                 |                  |               |
| 30 | 10         | «Ва-банк» «All In»                                 | Алик Сахаров    | Крис Манди       | 27 марта 2020 |
| Тело Бена кремируют в похоронном бюро. Члены картеля Лагунас нападают во время обряда крещения сына Наварро. Хелен говорит Наварро, что хочет взять на себя бизнес Бёрдов. Майя арестовывает Сэма по подозрению в отмывании денег. Рут и Венди спорят о том, кто виноват в смерти Бена и Кейда. Рут прекращает работать на Марти. Венди признается, что позвонила и сообщила о местонахождении Бена. Марти утешает ее, одобряя ее план заставить Наварро увидеть их важность. Венди и Марти понимают, что способ завоевать расположение Наварро — положить конец войне картелей. Марти предоставляет Майе кадры из видео с дрона Джоны о нападении на грузовик Косгроува, предъявленные доказательства приводят к аресту членов Лагунас. Дарлин мстит за Рут, стреляя Фрэнку-младшему в гениталии. Затем она приводит Фрэнка-старшего в свой бизнес в качестве мирного предложения. Джона с оружием в руках расспрашивает Хелен о смерти Бена, но Хелен отговаривает его от стрельбы. Майя сообщает Марти, что Тревор дал Хелен копию признания, которое Марти сделал Майе. Наварро требует, чтобы Венди, Марти и Хелен присутствовали на втором крещении его сына в Мексике. По прибытии Нельсон убивает Хелен, а Наварро говорит Марти и Венди, что это начало более тесного сотрудничества.                                                                                          |            |                                                    |                 |                  |               |

### Сезон 4 (2022)
| № общий | № в сезоне | Название                                                      | Режиссёр        | Автор сценария                      | Дата премьеры  |
| --- | ---------- | ------------------------------------------------------------- | --------------- | ----------------------------------- | -------------- |
| 31 | 1          | «Начало конца» «The Beginning of the End»                     | Эндрю Бернштейн | Крис Манди                          | 21 января 2022 |
| Во флэшфорварде Бёрды обсуждают в своем минивэне предстоящую встречу с ФБР, когда их чуть не сбивает встречный грузовик, а затем машина переворачивается. В настоящее время гости Наварро наслаждаются его вечеринкой, пока Марти и Венди смывают кровь Хелен в ванной. На вечеринке Наварро говорит Бёрдам, что их считают знаменитостями, поскольку они убедили ФБР ликвидировать картель Лагунас. Наварро представляет своего племянника Хавьера, который хочет взять на себя руководящую роль, и спрашивает, как они убедят Дарлин прекратить продавать героин; Бёрды отвечают, что действуют осторожно из-за связи Дарлин с шерифом Никсом. Джона отдает прах Бена Рут. На встрече с Марти и Венди Наварро говорит, что Хави не терпится вступить во главе картеля и что Хави и убьет их всех, если почувствует слабость. Наварро просит Бёрдов заключить сделку, которая позволит ему уйти в отставку с иммунитетом от судебного преследования. Венди отказывается, но Марти соглашается попробовать. Частный сыщик Мел Саттем пытается найти Хелен, чтобы она могла подписать документы, связанные с предстоящим разводом. Никс посещает дом Хелен по предложению Саттема, где обнаруживает Хави. Хави убивает Никса, а затем привозит тело Бёрду для сжигания в их крематории. |            |                                                               |                 |                                     |                |
| 32 | 2          | «И пусть вращается прекрасный мир» «Let the Great World Spin» | Эндрю Бернштейн | Лора Дили                           | 21 января 2022 |
| Майя рожает ребенка и уходит в декретный отпуск. Временной заменой Никса становится Ли Герреро, шериф соседнего округа. Хави приказывает Марти убраться в доме Хелен, чтобы скрыть доказательства смерти Никса. Хави приходится прятаться, когда появляется Герреро и расспрашивает Марти. Бёрды договариваются о продаже героина чикагской фармацевтической компании, которая хочет сократить расходы на сырье, в обмен на пожертвование в их благотворительный фонд. Венди намеревается расширить влияние Бёрдов, используя фонд для влияния на выборы и подкупа политиков. Рут становится партнером Дарлин и работает со знаменитым шеф-поваром и клиентом казино, чтобы убедить его друзей употреблять героин Дарлин. Дарлин не нравится идея продавать свой героин как «хипстерский» продукт, и она отказывается участвовать в плане Рут. Венди спорит с Рут по поводу праха Бена. Поскольку Никс не может обеспечить защиту грузовиков Фрэнка Косгроува-старшего, тот отказывается распространять героин Дарлин. Джона по-прежнему настроен против Венди из-за смерти Бена и начинает отмывать деньги для Рут и Дарлин. Майя остается с Бёрдами, чтобы немедленно действовать, когда Наварро будет готов к встрече. Когда звонит Наварро, Майя решает не идти, но Венди уговаривает ее встретиться с главой картеля. |            |                                                               |                 |                                     |                |
| 33 | 3          | «Город в разработке» «City on the Make»                       | Эндрю Бернштейн | Мартин Циммерман                    | 21 января 2022 |
| На борту самолета Наварро Майя подробно описывает, чего ФБР ожидает от сделки, включая тюремное заключение. Венди строит открытое святилище Бена, которое она показывает Шарлотте и Джоне. Джона отказывается примиряться и возобновляет отмывание денег для Рут и Дарлин, пока Венди не отключает электричество в подвале. Рут купила мотель «Лейзи О» и в этом мотеле возрождает свой план по распространению героина Дарлин через знаменитого шеф-повара Керри Стоуна. Дарлин злится, пока не увидела, сколько денег они заработали. Эрин говорит Шарлотте, что Мела нанял ее отец и он не может найти Хелен. Джона переезжает в «Лейзи О», чтобы возобновить отмывание денег. Шарлотта встречает Эрин в Чикаго и дает понять, что Хелен мертва, а затем напоминает Эрин хранить в секрете деятельность Хелен. Марти встречается с Клэр Шоу, генеральным директором, планирующим купить героин Наварро, также на сделку прибывает Хавьер. Венди пытается убедить сенатора Шафера, бывшего политического оппонента, присоединиться к правлению фонда Бёрда. Марти слышит, как Хави обсуждает предстоящую распродажу оружия. Он предлагает Наварро слить сделку, чтобы завоевать доверие ФБР. Во время ужина с Бёрдами Хави звонят и сообщают, что оружие было перехвачено. |            |                                                               |                 |                                     |                |
| 34 | 4          | «Туз двойка» «Ace Deuce»                                      | Алик Сахаров    | Джон Шибан                          | 21 января 2022 |
| На пресс-конференции Венди объявляет о запланированном строительстве наркологических центров, финансируемых фондом Бёрда, и вызывает сочувствие, заявляя, что Бен пропал без вести из-за давней наркозависимости. У Сэма заканчиваются деньги, и ему запрещено посещать казино. Рут нанимает Сэма для управления «Лейзи О». Доставляя партию героина компании Шоу, Хавьер сообщает Марти, что ФБР недавно конфисковало еще три грузовика. Керри и его друзья посещают казино с Рут. У Керри случается передозировка, и Рут спасает его с помощью инъекции наркана. Рут говорит Дарлин, что передозировка не будет связана с ней, но Дарлин убивает водителя Керри после того, как он пытается шантажировать Рут. Мел навещает отца Венди и Бена в Северной Каролине, который говорит, что у Бена не было наркотической зависимости. Шериф Герреро расспрашивает Рут о передозировке. Позже шериф расспрашивает Бёрдов, и Венди неявно указывает ей на Рут и Дарлин. Хави получает видео с полицейской камеры о недавних задержаниях грузовиков и обнаруживает, что на операции присутствовала Майя. Марти утверждает, что это совпадение, но Хави отказывается продавать Шоу, пока не будет вычислен крот картеля Наварро. В качестве временной меры Марти предлагает купить весь героин Рут и Дарлин. |            |                                                               |                 |                                     |                |
| 35 | 5          | «Лео» «Ellie»                                                 | Алик Сахаров    | Пол Колсби                          | 21 января 2022 |
| Во флешбэке показывают Мела, детектива полиции, пойманного на нюхании запрещенных наркотиков. В настоящее время Клэр соглашается купить героин Рут и Дарлин. Рут не знает, что Дарлин убеждает Фрэнка-младшего распространять наркотик. Венди обвиняет Джона после того, как появляются плакаты о пропавшем без вести Бене, и Джона говорит, что за этим стоит Дарлин. Мел говорит Бёрду, что разговаривал с отцом Венди Натаном, и предполагает, что Бен убил Хелен. Сенатор Шафер просит у Венди достать файл ФБР в обмен на вступление в правление ее фонда. Марти и Рут пытаются выкупить героин у двух торговцев, которым его продал Фрэнк. Один продает им с наценкой, а второй отказывается. Венди подает заявление шерифу о пропаже Бена. Джона рассказывает Дарлин, что видел своих родителей с телом шерифа Никса. Шафер сообщает, что из файла он узнал, что его внук, создавший программное обеспечение, которое можно использовать для фальсификации выборов, не находится под следствием. Рут, Марти и начальник службы безопасности Клэр посещают второго дилера, и Рут убеждает его продать героин, что позволяет Марти завершить сделку с Клэр. У Дарлин случился сердечный приступ во время спора с Венди, которая колеблется, прежде чем вызвать «скорую». |            |                                                               |                 |                                     |                |
| 36 | 6          | «Кровь превыше всего» «Sangre Sobre Todo»                     | Робин Райт      | Майкл М. Чанг и Джед Рэпп Голдштейн | 21 января 2022 |
| Майя возглавляет рейд на другой груз Наварро, но водитель убегает, а затем взрывается бомба. Наварро говорит Венди, что виноват Хавьер. Дарлин госпитализирована после сердечного приступа и обвиняет Рут в том, что она продала их героин Марти, не сообщив ей. Дарлин отказывает Венди в просьбе отговорить Джону от отмывания денег. Венди просит Джима стать поверенным Бёрдов. Встречу между Марти, Майей и ее начальником прерывает руководитель высокого ранга и говорит, что ФБР будет иметь дело с Наварро только после того, как будет доказано, что он не стоял за взрывом. Наварро сообщает Хавьеру, что отходит от дел. ФБР записывает, как Марти получает признание Хавьера об организации взрыва. Хави представляется Джиму, который говорит, что работает на Бёрдов, а не на картель. Дарлин убивает Фрэнка-старшего после того, как он грубит ей по поводу распространения ее героина через Фрэнка-младшего. Уайятт потрясен и соглашается покинуть Миссури с Рут, которая рассказывает Фрэнку-младшему об убийстве Фрэнка-старшего в надежде, что тот отомстит. Венди планирует арестовать Джону, зная, что несовершеннолетние не подвергаются суровому наказанию, и заставить государство вывести Зекки из-под опеки Дарлин. Чтобы помочь вернуть Зекки, Уайятт делает Дарлин предложение. ФБР соглашается обсудить условия капитуляции Наварро. |            |                                                               |                 |                                     |                |
| 37 | 7          | «Освящённые» «Sanctified»                                     | Робин Райт      | Мики Джонсон                        | 21 января 2022 |
| Марти вспоминает, как его бывший деловой партнер Брюс высмеивал обычную жизнь Марти. Уайятт говорит Рут, что женится на Дарлин; Рут просит Фрэнка-младшего не убивать Дарлин. ФБР ставит Наварро неожиданные условия: в обмен на неприкосновенность он должен оставаться главой картеля в течение пяти лет и предоставлять информацию. Майя возмущена тем, что ее начальники солгали о своих намерениях. Наварро соглашается и готовится вернуться в Мексику, но Майя и местная полиция арестовывают его. Марти предлагает ФБР заключить такую же сделку с Хавьером. Хавьер обманом заставляет Марти прийти в дом Джима, а затем избивает его. Венди убеждает Наварро сказать Хави, что он работал с ФБР, и это останавливает Хави от убийства Марти. Хави принимает предложение ФБР, но на десять лет. Наварро планирует освободиться из тюрьмы и вернуть себе лидерство в картеле. Бёрды намерены вернуться в Чикаго, но Джона отказывается. Хавьер убивает Дарлин и Уайятта в отместку за продолжающуюся продажу героина Дарлин. Рут обнаруживает тела и выясняет отношения с Марти и Венди с дробовиком в руках. Они отрицают причастность или осведомленность, но Джона говорит Рут, что это сделал Хавьер. Марти говорит, что Хави неприкасаем, но Рут кричит, что им придется убить ее, чтобы остановить. |            |                                                               |                 |                                     |                |
| 38 | 8          | «Кузен смерти» «The Cousin of Death»                          | Аманда Марселис | Крис Манди                          | 29 апреля 2022 |
| Рут идет к Джоне и Шарлотте и умоляет их дать информацию о Хави; Шарлотта говорит ей, что на следующий день Хави встретится с Марти, Венди и Клэр в штаб-квартире Шоу Медикал в Чикаго. Рут следует за Марти и Венди в Чикаго и опознает Хави по фотографии, которую дал Джона. Во время встречи Хави просит Клэр предоставить опционы на акции Шоу Медикал на имя своей матери Камиллы, которая контролирует операции картеля пока Наварро находится в тюрьме. Марти замечает Рут на улице после встречи и увещевает ее не убивать Хави. Однако вечером Рут загоняет Бёрда и Клэр в угол во время ужина, заставляет Клэр отвести их в свой офис, а затем требует, чтобы они позвонили Хави, а заодно раскрывает Клэр всю глубину преступной деятельности Бёрдов. Венди уступает и звонит Хави якобы для обсуждения его опционов на акции; Рут застреливает его, как только он приходит, затем возвращается домой, пока Бёрды и Клэр убирают место происшествия. |            |                                                               |                 |                                     |                |
| 39 | 9          | «Выбери бога и молись» «Pick a God and Pray»                  | Аманда Марселис | Лора Дили                           | 29 апреля 2022 |
| Марти пытается убедить Венди, что их сделка с ФБР под вопросом из-за смерти Хави, но Венди настаивает на том, чтобы найти способ спасти будущее семьи. Ханна Клэй из ФБР рекомендует Бёрдам прибегнуть к программе защиты свидетелей, но Венди вместо этого планирует экстрадировать Наварро обратно в Мексику, чтобы возобновить контроль над картелем. Клэй говорит им, что сначала им нужно исключить Наварро из правительственного списка специально выделенных граждан и блокированных юридических лиц (чёрный список). Наварро сначала приходит в ярость, узнав об убийстве Хави, но в конечном итоге соглашается с гамбитом Венди, решив взять на себя ответственность за смерть Хави как средство восстановления престижа в картеле. Марти решает отправиться в Мексику, чтобы временно взять на себя руководство операциями картеля. Священник Наварро, отец Бенитес, навещает Венди и предлагает оставить Наварро в тюрьме. Тем временем отец Венди Натан прибывает в Озарк и нанимает Мела для расследования исчезновения Бена. Мел обращается за помощью к Майе, которая была понижена в должности в ФБР после ареста Наварро. На следующий день после похорон Уайятта Клэр навещает Рут и предлагает купить у нее партии героина, разочаровавшись в Бёрдах. Клэр звонит Венди, чтобы разорвать с ней отношения прямо перед отъездом Марти в Мексику с отцом Бенитесом и Нельсоном.                                                                             |            |                                                               |                 |                                     |                |
| 40 | 10         | «Ты босс» «You're the Boss»                                   | Мелисса Хикки   | Джон Шибан                          | 29 апреля 2022 |
| Во флешбэке показаны последние моменты Бена перед казнью, когда он говорит Нельсону, что прощает Венди. В настоящее время Марти прибывает на территорию Наварро в Мексике, получив совет от Наварро утвердить власть в картеле, чтобы оставшиеся лейтенанты не сформировали соперничающую группировку. Наварро переживает покушение в тюрьме, в результате которого впадает в кому. Марти анализирует счета каждого лейтенанта картеля и обнаруживает, что Артуро, главный источник прибыли картеля, крал деньги. Камила в личном разговоре говорит Марти, что Артуро завидовал статусу Хави в картеле и, вероятно, приказал убить Наварро. Марти пытает Артуро; Артуро неоднократно отрицает ответственность за нападение, прежде чем, наконец, признаться, чтобы прекратить пытки. Марти заставляет себя смотреть, как Артуро казнят. Тем временем Рут отклоняет просьбу Венди о разовом партнерстве; Венди принимает ответные меры, убеждая исполняющего обязанности шерифа Ронни Вайкоффа провести расследование в отношении Рут. Рут обращается за помощью к Фрэнку-младшему, чтобы незаметно вывезти героин Дарлин с фермы Снеллов. Шоу Медикал прекращает переводить свои пожертвования в Фонд семьи Бёрд; Венди пытается надавить на Клэр. |            |                                                               |                 |                                     |                |
| 41 | 11         | «'Скорее жив, чем мертв» «Pound of Flesh and Still Kickin»    | Лора Линни      | Нин Чжоу                            | 29 апреля 2022 |
| Марти возвращается домой из Мексики и узнает от Венди, что возникли новые юридические препятствия в их попытках удалить Наварро из чёрного списка. Марти понимает, что Камила заказала убийство Наварро, поскольку она была единственной, кому он рассказал о плане экстрадиции. Рут сотрудничает с Рэйчел, которая переехала в Майами, чтобы выкупить казино Бёрда. После того, как Венди отклоняет их первоначальное предложение, они узнают, что у Рут есть большие права на имущество Уайятта, что потенциально позволяет ей унаследовать долю Дарлин в казино. Мел замечает Нельсона на кадрах с камер наблюдения в ресторане, где в последний раз видели Бена и Венди; Майя идентифицирует Нельсона как убийцу картеля. Без участия Марти Венди обращается за помощью к Камиле, чтобы заставить Клэр возобновить финансирование фонда Бёрдов. Камила навещает Наварро в больнице, где Венди предлагает Камиле заменить Марти на посту исполняющего обязанности главы картеля, пока Наварро не будет исключен из чёрного списка; Марти вынужден согласиться, несмотря на недоверие к Камилле. По дороге домой Марти, сердясь на Венди за то, что она неоднократно принимала важные решения без него, агрессивно ведет себя во время езды и жестоко избивает разъяренного водителя. |            |                                                               |                 |                                     |                |
| 42 | 12         | «Мути воду» «Trouble The Water»                               | Аманда Марселис | Пол Колсби и Мартин Циммерман       | 29 апреля 2022 |
| Марти и Венди выручают Джона и Шарлотта после инцидента с агрессивным поведением на дороге. Рут и Рэйчел встречаются с Чарльзом Уилксом, чтобы заключить сделку с казино; Рут просит Уилкса связать ее с судьей, который может снять с нее судимость. Позже она узнает от заместителя Вайкоффа, что в связи с убийством Уайятта был арестован подозреваемый; Рут навещает мужчину и чувствует себя виноватой, позволив ему понести наказание за преступление. Мел говорит Натану, что Бен, вероятно, был убит картелем с ведома Бёрдов; Натан решает взять Джону и Шарлотту с собой в Северную Каролину и ходатайствует перед судом о предоставлении ему опеки с Мелом в качестве свидетеля. Марти и Венди пытаются восстановить Мела в полицейском управлении Чикаго, но сенатор Шафер, который уже помогает Бёрду исключить Наварро из чёрного списка, говорит Венди, что не может оказать ей еще одну услугу. Отказываясь отдавать своих детей, Венди решает восстановить Мела в должности и заставляет Джима искать других политиков, которые помогут экстрадировать Наварро. Однако Наварро требует, чтобы его освободили в течение нескольких дней, не оставляя Венди другого выбора, кроме как помочь Шаферу совершить мошенничество на выборах, чтобы Шафер помог в ответ. Судья по делу Натана предоставляет ему опеку над Джоной и Шарлоттой, несмотря на то, что Мел не явился в качестве свидетеля. Венди отчаянно умоляет отца передумать, но он отказывается. |            |                                                               |                 |                                     |                |
| 43 | 13         | «Болото» «Mud»                                                | Аманда Марселис | Мики Джонсон                        | 29 апреля 2022 |
| Марти обнаруживает, что Рут и Рэйчел получили контроль над казино. Он напоминает Рут, что казино принадлежит картелю, но Рут отказывается продолжать отмывание денег, несмотря на то, что Наварро настаивает на том, чтобы Марти получал прибыль картеля исключительно через казино. Венди заставляет Нельсона угрожать Рэйчел, но Рут все еще держится. Затем Венди решает сделать Камилу постоянным главой картеля, несмотря на возражения Марти. Камила соглашается на сделку с ФБР, но требует последней встречи с братом. Наварро признается ей, что он не убивал Хави, что вызывает у Камиллы подозрения. Венди рада узнать от Джима, что в совете фонда теперь есть большой список высокопоставленных спонсоров. Она предлагает своему отцу 2 миллиона долларов, чтобы тот покинул Озарк без Джона и Шарлотты, но Натан отказывается. Венди, которая презирает своего отца за его жестокое воспитание, ложится в психиатрическую больницу, чтобы не дать себе убить Натана. Рут видит, что Нельсон следует за ней, и посещает полицейский участок, где рассказывает помощнику Вайкоффа полную историю смерти Уайятта, чтобы освободить подозреваемого Вайкоффа. Выйдя, она замечает, что машина Нельсона исчезла, и понимает, что он едет к ее трейлеру, где остановилась Рэйчел. Рут звонит Рэйчел, чтобы предупредить ее; Рэйчел достает винтовку и убивает Нельсона, как только он появляется.                                                                    |            |                                                               |                 |                                     |                |
| 44 | 14         | «Тяжёлый выбор» «A Hard Way to Go»                            | Джейсон Бейтман | Крис Манди                          | 29 апреля 2022 |
| Рут хоронит Нельсона под строительной площадкой своего нового дома. Приходит Марти и требует помощи Рут в возвращении его детей. Рут навещает Венди в психиатрической больнице и извиняется за то, что подвергла Бена опасности, добившись его освобождения. Затем она заставляет Натана под дулом пистолета признаться Джоне и Шарлотте, что он берет их только назло Венди, а также в домашнем насилии по отношению к дочери. Дети навещают Венди, которая наконец берет на себя вину за смерть Бена и извиняется за то, как она обращалась со своей семьей. По дороге домой Бёрды попадают в автомобильную аварию; по возвращении отец Бенитес сообщает им об исчезновении Нельсона. Марти и Венди встречают Наварро, который понял, что Камила нацелилась на него, и просит убить ее. Без ведома Наварро Камила и ФБР встречаются с Бёрдами, Рут и Рэйчел, чтобы достичь окончательной договоренности. Камила убивает Наварро при перевозке в другую тюрьму. На гала-вечере по сбору средств у Бёрда Камила заставляет Клэр признать, что это Рут убила Хави, при этом не давая Бёрдам предупредить Рут. Затем Камила выслеживает Рут и убивает ее. Бёрды возвращаются домой и обнаруживают, что Мел держит прах Бена; Мел говорит, что его совесть не позволила ему вернуться в полицию Чикаго и клянется привлечь Бёрдов к ответственности. Однако появляется Джона с дробовиком, и, когда экран становится черным, слышен выстрел.                                   |            |                                                               |                 |                                     |                |

- Название пятого эпизода четвёртого сезона происходит от аббревиатуры LE, то есть Likely Explanation (вероятное или логическое объяснение), которую на полицейском жаргоне называют Ellie.

## Создание

### Символы
Графический дизайнер Фред Дэвис создал белую букву «О», которая появляется на чёрном фоне в начале каждого эпизода. Внутри круга, разделенного на четыре части буквой O, находятся четыре символа, которые предвещают основные моменты сюжета в этом эпизоде. Кроме того, каждое из этих нарисованных от руки символических изображений сформировано для обозначения оставшихся букв в «Озарке». Например, в первом эпизоде мужчина на коленях представляет «Z»; здание представляет собой «А»; пистолет представляет собой «R»; а падающий человек представляет «К».

## Отзывы и оценки
| Сезон | Сезон | Оценка критиков     | Оценка критиков  |
| Сезон | Сезон | Rotten Tomatoes     | Metacritic       |
| ----- | ----- | ------------------- | ---------------- |
|       | 1     | 70 % (69 рецензий)  | 66 (29 рецензий) |
|       | 2     | 76 % (46 рецензий)  | 59 (14 рецензий) |
|       | 3     | 98 % (49 рецензий)  | 77 (12 рецензий) |
|       | 4     | 94 % (17 рецензий)  | 73 (9 рецензий)  |
|       | Все   | 85 % (181 рецензия) | 69 (64 рецензии) |

Сериал «Озарк», в целом, получил положительные отзывы критиков частично за некомедийную игру Джейсона Бейтмана. На Metacritic сериал получил 66 баллов из ста на основе 54-х «в общем положительных» рецензий.
Первый сезон был наиболее восторженно встречен такими изданиями как Boston Herald, TV Guide, Entertainment Weekly, оценка в которых составляла более 90 баллов из 100. Наименьшие оценки сезона были на уровне 40 баллов — Uproxx, The A.V. Club, The Salt-Lake Tribune.
На сайте-агрегаторе Rotten Tomatoes первый сезон сериала имеет 70 % «свежести» со средним рейтингом 6,8/10. Критический консенсус сайта по первому сезону гласит: «„Озарк“ ещё не достиг высот классических криминальных драм, с которыми его непременно будут сравнивать, однако в нём присутствует крепкий закрученный сюжет и захватывающая игра Бейтмана, оставляющая надежду на ещё больший потенциал».
Татьяна Алешичева в обзоре на сайте «Коммерсант.ru» сказала о сериале следующее: «Критика, пожалуй, напрасно сравнивает „Озарк“ с сериалом „Во все тяжкие“ — то была драма перерождения обывателя в монстра. В „Озарке“ речь о другом — о вновь обретённой суперспособности современного человека, переваривающего тонны информации ежедневно, притом что сама эта информация становится все страннее».